# Moda językowa
Moda językowa – nadużywanie jednych środków językowych i form kosztem drugich. Występuje w zakresie form gramatycznych, wymowy, słowotwórstwa, słownictwa, frazeologii i składni. Niekiedy wywiera wpływ na wymowę (np. na akcent i intonację), por. słowackie némôžem, néjdem, spévak (Bratysława); może też dotyczyć afiksów i modeli słowotwórczych (np. rzeczowniki odczasownikowe powstałe w wyniku derywacji wstecznej, por. uzysk, ubaw, wycisk; czasowniki z użyciem przedrostka u- – uaktywnić, ulirycznić itp.). Najwyraźniejszą modę obserwuje się jednak w zakresie słownictwa, w tym także imion własnych.
Moda językowa może również przybrać formę szczególnej ekspansji jakiejś odmiany języka na niekorzyść innych (np. stylu urzędowo-kancelaryjnego w wystąpieniach i wypowiedziach pisanych, slangu młodzieżowego w języku potocznym). Ujawnia się poprzez gwałtowny wzrost częstości użycia pewnych elementów, który nie jest uzasadniony potrzebami informacyjnymi i nie sprzyja sprawności komunikacyjnej. Zjawisko to uchodzi za negatywne, gdyż nadaje praktyce językowej charakter szablonowy.